# 万葉集全20巻朗唱の会
万葉集全20巻朗唱の会（まんようしゅうぜん20かんろうしょうのかい）は、富山県高岡市の「高岡万葉まつり」で実施されるイベント。日本に現存する最古の和歌集「万葉集」の代表的歌人である大伴家持が、奈良時代に国守として現在の高岡市に在任していたことから、市は「万葉のふるさとづくり」に取り組んでいる。

## 概要
「万葉集全20巻朗唱の会」は毎年10月上旬に開催され、高岡古城公園の濠に設けた特設水上舞台で、万葉集全20巻4,516首を全国各地から2,000人を超える人々が集い、三昼夜リレー方式で歌い継ぐ。参加料は無料。

## 来歴
「高岡万葉まつり」は1981年に開始されたが、「朗唱の会」が始まったのはその8年後である。
1989年、「富山県コロンブス計画」の一環として実施された「県民参加型イベントシナリオコンペティション」の入賞作品として高岡市が採用して開始された。